# Дака, Патсон
Па́тсон Да́ка (англ. Patson Daka; родился 9 октября 1998, Чингола) — замбийский футболист, нападающий английского клуба «Лестер Сити» и национальной сборной Замбии.

## Клубная карьера

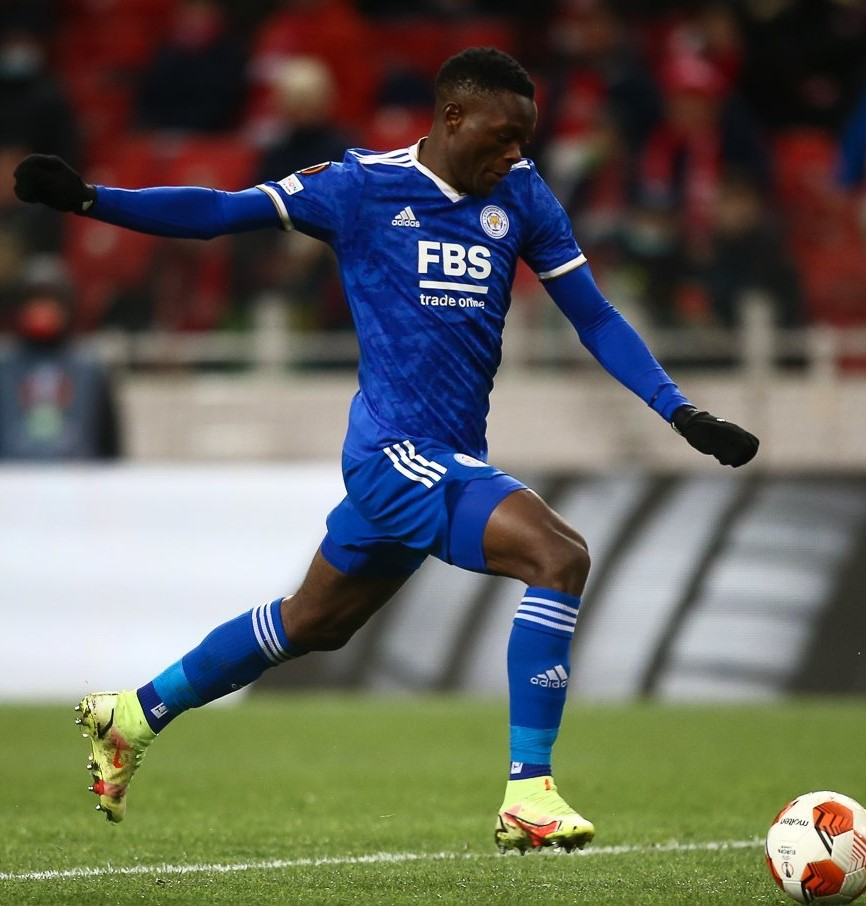
Дака в матче против «Спартака» 20 октября 2021 года

Выступал за замбийские клубы «Нчанга Рейнджерс», «Грин Баффалоз», «Кафуэ Селтик» и «Пауэр Дайнамоз». 1 января 2017 года был арендован австрийским клубом «Лиферинг».
В мае 2017 года подписал пятилетний контракт с австрийским клубом «Ред Булл Зальцбург», после чего вновь отправился в аренду в «Лиферинг».
24 августа 2017 года Дака дебютировал в основном составе «Ред Булла» в отборочном матче Лиги Европы против румынского клуба «Вииторул». 27 августа 2017 года дебютировал в австрийской Бундеслиге в матче против клуба «Штурм Грац». Свой первый гол в австрийской Бундеслиге Дака забил 11 августа 2018 года в матче против венской «Аустрии».
30 июня 2021 года перешёл в английский клуб «Лестер Сити», подписав пятилетний контракт. Сумма трансфера составила около 22 млн фунтов. 16 октября 2021 года забил свой первый гол в английской Премьер-лиге в матче против «Манчестер Юнайтед». Четыре дня спустя в матче группового этапа Лиги Европы УЕФА против московского «Спартака» Дака забил четыре мяча.

## Карьера в сборной
Выступал за сборные Замбии до 17 и до 20 лет.
В мае 2015 году дебютировал в составе первой сборной Замбии. 5 сентября 2017 года забил свой первый гол за сборную в матче против Алжира. 11 ноября 2017 года забил свой второй гол за сборную в матче против Камеруна.

## Достижения

### Командные достижения
«Ред Булл Зальцбург»
- Чемпион Австрии (4): 2017/18, 2018/19, 2019/20, 2020/21
- Обладатель Кубка Австрии (3): 2018/19, 2019/20, 2020/21
- Победитель Юношеской лиги УЕФА: 2016/17[10][11]

«Лестер Сити»
- Обладатель Суперкубка Англии: 2021

Сборная Замбии (до 20 лет)
- Победитель Кубка африканских наций (до 20 лет): 2017

### Личные достижения
- Лучший игрок Кубка африканских наций (до 20 лет): 2017
- Лучший молодой игрок года в Африке: 2017
- Спортсмен года в Замбии: 2017

## Статистика выступлений
| Клуб               | Сезон            | Лига | Лига | Кубок | Кубок | Кубок лиги | Кубок лиги | Еврокубки | Еврокубки | Прочие | Прочие | Итого | Итого |
| Клуб               | Сезон            | Игры | Голы | Игры  | Голы  | Игры       | Голы       | Игры      | Голы      | Игры   | Голы   | Игры  | Голы  |
| ------------------ | ---------------- | ---- | ---- | ----- | ----- | ---------- | ---------- | --------- | --------- | ------ | ------ | ----- | ----- |
| Лиферинг           | 2016/17          | 9    | 2    | 0     | 0     | —          | —          | 0         | 0         | 0      | 0      | 9     | 2     |
| Лиферинг           | 2017/18          | 18   | 4    | 0     | 0     | —          | —          | 0         | 0         | 0      | 0      | 18    | 4     |
| Лиферинг           | Итого            | 27   | 6    | 0     | 0     | 0          | 0          | 0         | 0         | 0      | 0      | 27    | 6     |
| Ред Булл Зальцбург | 2017/18          | 8    | 0    | 2     | 1     | —          | —          | 2         | 0         | 0      | 0      | 12    | 1     |
| Ред Булл Зальцбург | 2018/19          | 15   | 3    | 3     | 1     | —          | —          | 8         | 2         | 0      | 0      | 26    | 6     |
| Ред Булл Зальцбург | 2019/20          | 31   | 24   | 6     | 2     | —          | —          | 8         | 1         | 0      | 0      | 45    | 27    |
| Ред Булл Зальцбург | 2020/21          | 28   | 27   | 6     | 5     | —          | —          | 8         | 2         | 0      | 0      | 42    | 34    |
| Ред Булл Зальцбург | Итого            | 82   | 54   | 17    | 9     | 0          | 0          | 26        | 5         | 0      | 0      | 125   | 68    |
| Лестер Сити        | 2021/22          | 23   | 5    | 1     | 0     | 3          | 0          | 10        | 6         | 1      | 0      | 38    | 11    |
| Лестер Сити        | Итого            | 23   | 5    | 1     | 0     | 3          | 0          | 10        | 6         | 1      | 0      | 38    | 11    |
| Всего за карьеру   | Всего за карьеру | 132  | 65   | 18    | 9     | 3          | 0          | 36        | 11        | 0      | 1      | 190   | 85    |